# 三甲基氰硅烷
三甲基氰硅烷（简称TMSCN，分子式(CH3)3SiCN），室温下为挥发性液体。该化合物在有机合成中作为剧毒的HCN之替代试剂，用于向分子中引入氰基。可由氰化锂与三甲基氯硅烷制备：
LiCN  +  (CH3)3SiCl  → (CH3)3SiCN  +  LiCl
合成中最主要的用法是与碳氧双键加成，例如其与醛的反应：
RCHO  +  (CH3)3SiCN  →  RCH(CN)OSi(CH3)3
产物为氧硅烷取代羟腈。
此试剂还可用于将N-氧化吡啶转化为2-氰基吡啶，以二氯甲烷为溶剂，二甲基甲酰氯作为亲电试剂，可使用苯甲酰氯，但区域选择性相对较低。

## 安全性
三甲基氰硅烷水解生成剧毒的氰化氢，因此使用时必须注意防止潮解：
2 (CH3)3SiCN  +  H2O  →  (CH3)3SiOSi(CH3)3  +  2 HCN